# Bataille d'Adwalton Moor
Première guerre civile anglaise
Batailles
- Edgehill

1643
- Adwalton Moor
- Newbury (1)

1644
- Marston Moor
- Lostwithiel
- Newbury (2)
- Taunton

1645
- Naseby
- Langport

1646
- Torrington
- Oxford

La bataille d'Adwalton Moor est une bataille de la Première guerre civile anglaise. Elle a lieu à Bradford (maintenant considéré comme une partie de Drighlington, près de Bradford), le 30 juin 1643. Les royalistes, dirigés par William Cavendish (1er duc de Newcastle), remportent la victoire sur les parlementaires, dirigés par Ferdinando Fairfax. Cette bataille débute les trois ans de guerre civile qui suivent.
Cavendish avait 10 000 hommes et Fairfax, entre 3 000 et 4 000.
Cette bataille ne fut que d'une importance moyenne sur la suite des évènements, consolidant le contrôle des royalistes sur le Yorkshire.

## Les lieux
Le site de la bataille, en hauteur à Adwalton (en), se trouve dans une frange mi-rurale, mi urbaine. Des secteurs du site sont protégés comme « ceinture verte » ou d'autres types d'espaces ouverts. C'est le seul champ de bataille reconnu par le conseil de district métropolitain de Bradford (Bradford Metropolitan District Council (en)) comme relevant de sa compétence mais il est géré aujourd'hui par le Leeds City Council. Des panneaux renseignent les visiteurs sur les évènements qui ont eu lieu sur le terrain.